# 군청 (소설)
《군청》(일본어: 群青)은 일본의 영화. 나카가와 요스케의 각본을 바탕으로 미야키 아야코가 소설화하고 있다.

## 영화
《군청: 사랑이 물든 바다색》(일본어: 群青 愛が沈んだ海の色)이라는 제목으로 2009년 6월 27일 개봉되었다. 주연은 나가사와 마사미. 촬영은 2008년 7월에 오키나와현 도나키촌에서 이뤄졌다.

### 출연
- 나카무라 료코 - 나가사와 마사미
- 나카무라 류지 (료코의 아버지) - 사사키 쿠라노스케
- 히가 다이스케 - 후쿠시 세이지
- 우에하라 카즈야 - 라치 신지
- 우에하라 카즈에 - 도구치 요리코
- 미야기 마모루 - 타마키 미츠루
- 히가 슌스케 - 이마이 키요타카
- 히가 에이코 - 미야지 마사코
- 나카무라 유키코 - 타나카 미사토

### 스태프
- 감독 : 나카가와 요스케
- 프로듀서 : 야마다 히데마사, 마시타 아키토, 하시모토 나오키
- 원작 : 야키 아야코
- 각본 : 나카가와 요스케, 이타쿠라 마코토, 시부야 유
- 촬영 : 야나기다 히루
- 미술 : 하나야 히데후미
- 의상 : 사와야나기 요코
- 편집 : 모리시타 히로아키
- 음악 : 사와다 죠지
- 주제가 : 하타케야마 미유키 〈별이 피었네〉
- 음향 효과 : 카츠마타 마사토시
- 조명 : 미야 코지
- 녹음 : 오카모토 타츠히로
- 조감독 : 하시모토 미츠지로
- 제작 담당 : 세키 히로키
- 제작 협력 : 영화 〈군청: 사랑이 물든 바다색〉 제작위원회 (반다이 비주얼, 도호, 익스프레스, 오시시, 쇼가쿠칸, TV 도쿄, 와이즈 코퍼레이션, 윌코, 제이비, 오키나와 타임즈사)
- 배급 : 20세기 폭스 재팬